# عيد الاستقلال (صوماليلاند)

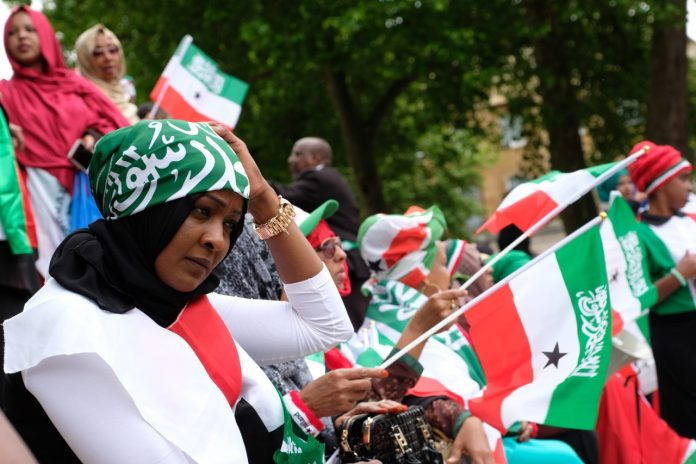
نساء أرض الصومال في احتفالات يوم الاستقلال بعلم أرض الصومال.

يوم الاستقلال في أرض الصومال (صوماليلاند) هو احتفال سنوي يقام في 18 مايو في أرض الصومال للاحتفال بإعلان استقلال النظام السياسي عن جمهورية الصومال الديمقراطية ،  إعلان أحادي الجانب لا يزال غير معترف به في جميع أنحاء العالم.  على الرغم من الاعتراف بها دوليًا كمنطقة تتمتع بالحكم الذاتي في الصومال ،  فقد تم الاحتفال بالذكرى السنوية العشرين لاستقلال الإقليم المعلن ذاتيًا في عام 2011 في القصر الوطني في هرجيسا ، عاصمة أرض الصومال ، مع إغلاق المتاجر لهذا اليوم. 